# Der schwarze Graf (film 1920)
Der schwarze Graf è un film muto del 1920 diretto da Otz Tollen. Fu uno dei pochi film firmati da Tollen, un attore berlinese che, negli anni venti, diresse alcune pellicole mute. Tra gli interpreti, appare il nome di Rudolf Klein-Rogge che di lì a poco sarebbe diventato uno dei nomi leggendari del cinema muto tedesco, soprattutto per la sua collaborazione con Fritz Lang.

## Produzione
Il film fu prodotto dalla tedesca Rhea-Film.

## Distribuzione
Distribuito dalla John Hagenbeck-Film GmbH, ottenne il visto di censura nel maggio 1920 e uscì in sala, presentato a Berlino, il 10 dicembre 1920.